# La leggenda dell'invisibile città di Kitež e della fanciulla Fevronija
Kitež non è caduta, si è nascosta»
(Atto IV, scena II)
La leggenda dell'invisibile città di Kitež e della fanciulla Fevronija (in russo Сказание о невидимом граде Китеже и деве Февронии?) è un'opera in quattro atti, sei scene ed un epilogo di Nikolaj Andreevič Rimskij-Korsakov, su libretto di Vladimir Ivanovič Bel'skij; viene considerata dalla critica come il Parsifal russo, sia per il tema, sia per la composizione wagneriana della struttura orchestrale.

## Storia della composizione

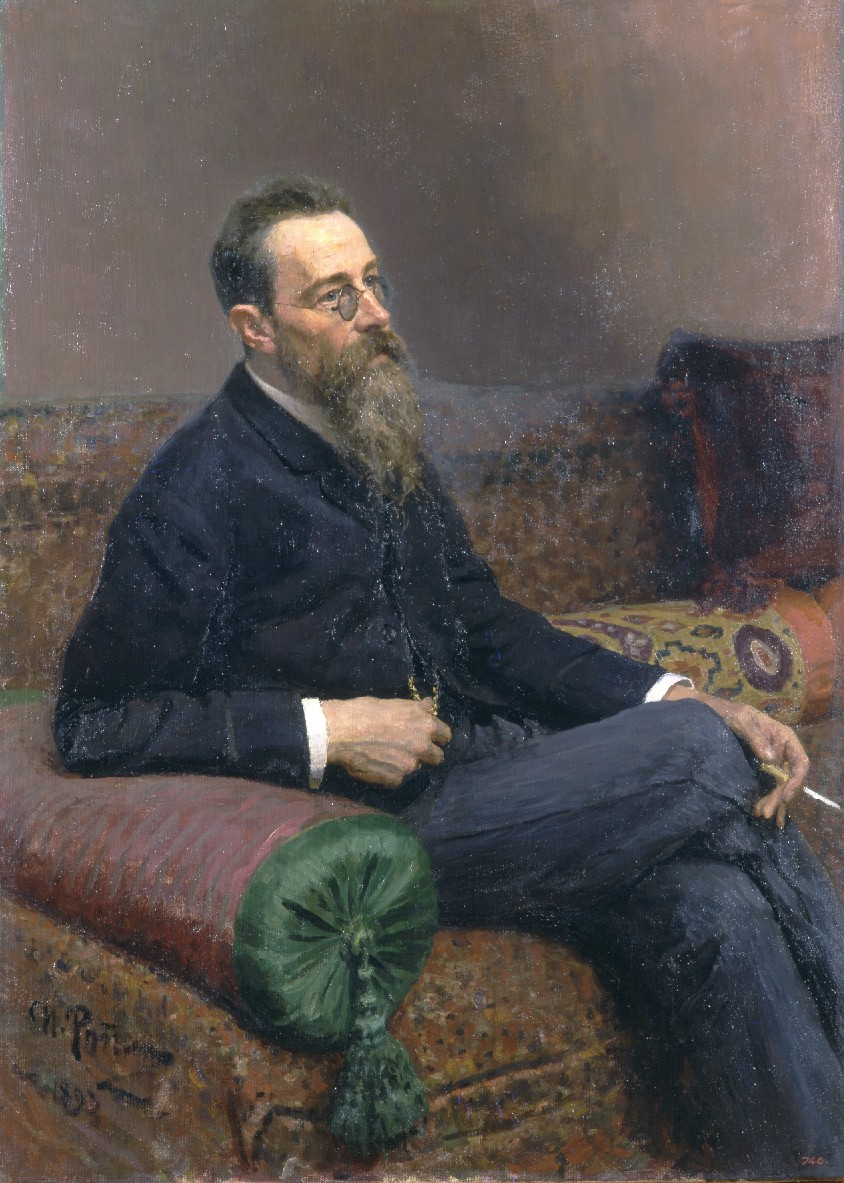
Ritratto di Rimskij-Korsakov

Rimskij-Korsakov ed il suo librettista Vladimir Bel'skij, profondo conoscitore della letteratura russa medioevale, avevano considerato più volte l'idea di comporre un'opera sul soggetto delle leggende sulla città di Kitež. Esso prese la sua forma definitiva all'inizio del 1903, combinando assieme diverse leggende popolari russe sull'invasione tatara del 1200, sulla città di Kitež sommersa dalle acque del lago Svetlojar e sulla figura di santa Fevronija di Muromsk, oltre ad aggiunte e invenzioni personali, come il personaggio del traditore Griška Kuter'ma. La partitura venne completata nel novembre del 1904. L'opera compone assieme diversi temi fondamentali, che vanno da una visione sostanzialmente pagana e panteistica della natura, dove ogni essere celebra l'esistenza della divinità, alla fede ortodossa vista come l'accettazione della volontà divina, anche nelle sciagure e nelle difficoltà, e infine al tema patriottico della fedeltà nei confronti della propria città e del proprio popolo, tutti aspetti peraltro che vengono perfettamente incarnati dalla figura di Fevronija.
Il 27 settembre 1905, alla prima moscovita dell'opera Pan Voevoda, il direttore dei teatri imperiali Teljakovskij venne a sapere da Sergej Rachmaninov che Rimskij-Korsakov aveva completato La leggenda dell'invisibile città di Kitež e della fanciulla Fevronija, ed espresse al compositore il desiderio di metterla in scena per la prossima stagione; la risposta di Rimskij-Korsakov fu che non aveva intenzione di proporre le proprie opere alla direzione, tuttavia a motivo dell'interesse di Teljakovskij gli avrebbe regalato una copia della partitura, affinché decidesse poi se metterla in scena o meno. La prima rappresentazione dell'opera si tenne infatti il 7 febbraio 1907 al teatro Mariinskij di San Pietroburgo; gli allestimenti scenici furono progettati da Konstantin Korovin ed Apollinarij Vasnecov. L'anno successivo l'opera fu rappresentata per la prima volta al teatro Bol'šoj di Mosca, il 15 febbraio 1908. Le scene furono di Korovin, Klodt e Vasnecov. La prima rappresentazione fuori dalla Russia ebbe luogo al Gran Teatre del Liceu di Barcellona, il 2 gennaio 1926, mentre la prima in Italia è datata 30 dicembre 1933, al teatro alla Scala di Milano.
La protagonista, simbolo del coraggio delle donne russe, divenne sin dalla prima rappresentazione una specie di eroina nazionale, tanto che l'opera rimase praticamente invariata e senza rimaneggiamenti, anche durante il periodo sovietico.

## Trama
L'azione ha luogo nell'anno 6751 dalla creazione del mondo, in una località non specificata al di là del Volga.

### Atto I
Nella foresta vicino a Piccola Kitež. Dopo un preludio intitolato Elogio della vita selvaggia, entra in scena Fevronija, una fanciulla che vive nel bosco in compagnia del fratello, in piena simbiosi con tutte le creature della natura: parla con gli uccelli, cura gli animali feriti e conosce tutti i segreti delle piante e degli alberi. Fevronija incontra il principe Vsevolod, ferito da un orso durante una battuta di caccia. Dopo essere stato curato da lei, il principe si innamora immediatamente della purezza d'animo e della saggezza semplice della ragazza, e le chiede di sposarlo. Richiamato dal corno dei compagni, il principe si allontana promettendole che tornerà per condurla alle nozze, mentre il cacciatore Fëdor Pojarok rivela a Fevronija che il giovane è il figlio di Jurij, principe della città di Grande Kitež.

### Atto II

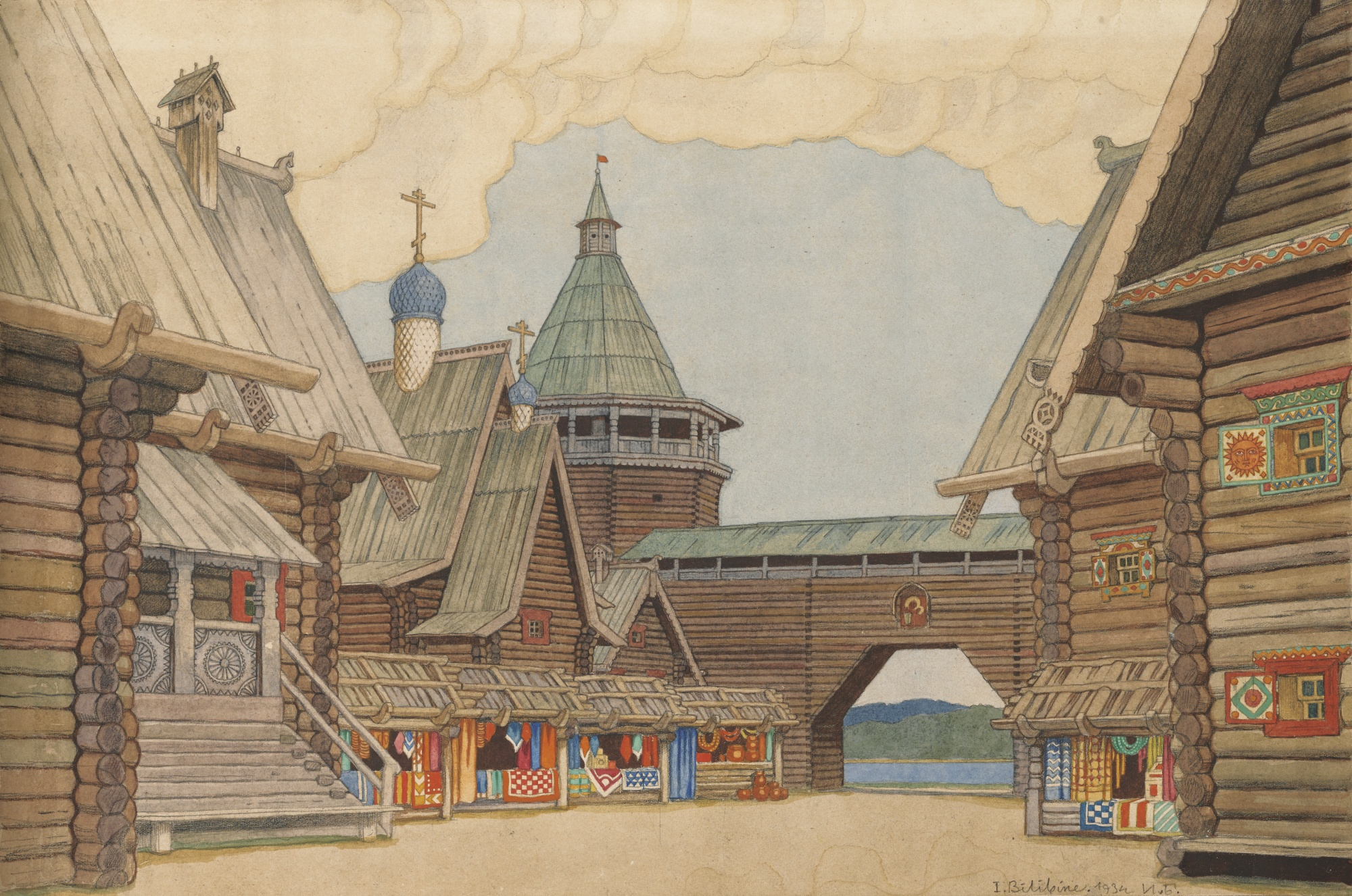
Piccola Kitež, scenografia di Ivan Bilibin

Nella città di Piccola Kitež, sulla riva destra del Volga. Una folla di popolani festanti attende il passaggio del corteo nuziale di Fevronija, ci sono perfino un orso ammaestrato ed un suonatore di gusli, che però profetizza sventure. Alcuni borghesi, scontenti della scelta del principe di convolare a nozze con una fanciulla di umili origini, convincono un vecchio mendicante ubriacone, Griška Kuter'ma, ad ingiuriarla e schernirla. Ma, poco dopo l'arrivo del corteo nuziale, irrompe in scena un'orda di guerrieri tatari, mentre la gente terrorizzata grida e fugge. I Tatari saccheggiano il paese e torturano gli abitanti per farsi indicare la strada che porta a Grande Kitež, ma nessuno parla. I soldati allora prendono il vecchio Griška Kuter'ma per farsi dare le informazioni per trovare e conquistare la città, ma rapiscono anche Fevronija, colpiti dalla sua bellezza. Mentre sotto le minacce di tortura Griška è sul punto di tradire il suo popolo, Fevronija temendo ormai il peggio, prega Dio che salvi la città facendola diventare invisibile.

### Atto III
Scena prima Nella città di Grande Kitež. La popolazione è riunita nella piazza della città davanti alla cattedrale. Fëdor Pojarok, accecato dai Tatari, narra dei saccheggi perpetrati dai guerrieri e del rapimento di Fevronija. Il principe Jurij in un clima di morte e melanconia prega assieme al popolo la Vergine Maria. Consapevole del momento disperato, Vsevolod organizza un esercito che, sotto il suo comando, tenti un'estrema resistenza contro la venuta dell'invasore, ma, proprio mentre l'esercito si appresta a partire, avviene il miracolo: le campane iniziano a suonare senza che nessuno le manovri, mentre una luminosa nebbia dorata scende sopra la città. Durante l'intermezzo si narrano le sanguinose vicende della battaglia, con l'accompagnamento di canti guerreschi e motivi musicali di derivazione tatara.
Scena seconda Sulle sponde del lago Jar. Griška Kuter'ma tradisce infine la sua gente, e conduce i Tatari sulle rive del lago da cui si dovrebbe vedere Kitež. Ma, giunti sul posto, i nemici vedono solamente una nebbia dorata, per cui furiosi legano Griška minacciando di torturarlo. Giunta la notte i guerrieri tatari si ubriacano e spartiscono il bottino conquistato durante la battaglia, in cui avevano sbaragliato l'esercito russo ed ucciso il principe Vsevolod. Due soldati, Burundaj e Bedjaj, si contendono il possesso di Fevronija; durante la lotta Bedjaj rimane ucciso, poi nell'accampamento tutti si addormentano. Mentre Fevronija piange la morte dell'innamorato, Griška, appeso ad un albero, le chiede di liberarlo per poter fuggire; dopo essere stato slegato è tormentato dal rimorso per i suoi atti malvagi e si dirige verso il lago, con l'intenzione di suicidarsi, ma arrivato assiste ad un miracolo: tra i gioiosi e solenni rintocchi delle campane, scorge sulla superficie dell'acqua il riflesso della città scomparsa. Stupito e spaventato, come preso da follia fugge in direzione della foresta, trascinando con sé Fevronija. Gli urli del vecchio svegliano i guerrieri tatari, che si precipitano sulle rive del lago. Alla visione della città fantasma riflessa sulle acque tutti si disperdono terrorizzati.

### Atto IV
Scena prima Nella foresta vicino a Piccola Kitež. Griška e Fevronija rimasti soli vagano per la foresta. Griška, sempre più tormentato, finisce per impazzire e fugge via gridando. Fevronija ritrova un po' di serenità e si assopisce. In quel momento la foresta si trasforma in una specie di paradiso: compaiono luci magiche sugli alberi, si schiudono ovunque bellissimi fiori colorati, gli uccelli iniziano a cantare meravigliosamente. Un uccello profeta, Alkonost, annuncia alla fanciulla che presto dovrà morire; appare in quel momento il fantasma del principe Vsevolod per condurla nella città invisibile di Kitež. L'uccello profeta Sirin dice allora a Fevronija che vivrà in eterno. Durante l'intermezzo essi si dirigono verso la città invisibile, mentre lo spirito della fanciulla si distacca dal corpo.
Scena seconda Nella città invisibile di Kitež, Fevronija è accolta dal principe Jurij e dalla popolazione. La cerimonia nuziale, interrotta durante il secondo atto, può così riprendere. Vsevolod conduce la fanciulla all'altare. Fevronija chiede perdono per Griška Kuter'ma, la cui anima non è però ancora pronta per essere salvata, fa scrivere una lettera piena di speranza da recapitare al vecchio, e si augura che presto potrà anch'egli raggiungerli nell'invisibile città di Kitež.